# Don’t Rain on My Parade
«Don’t Rain on My Parade» — песня, написанная Жюлем Стайном (музыка) и Бобом Мерриллом (слова) для своего мюзикла «Смешная девчонка», впервые представленного на Бродвее в 1964 году.

## История
Песня была впервые исполнена на сцене Барброй Стрейзанд, игравшей главную роль в оригинальной бродвейской постановке 1964 года. Позже она сама же сыграла эту роль в киноадаптации 1968 года.

## Признание
Эта песня (в версии из кинофильма 1968 года «Смешная девчонка») находится на 46-м месте списка 100 лучших песен из американских кинофильмов по версии Американского института киноискусства.